# Виен (департамент)
Вижте пояснителната страница за други значения на Виен.
Виен (на френски: Vienne) е департамент в регион Аквитания-Лимузен-Поату-Шарант, западна Франция. Образуван е през 1790 година от източната част на дотогавашната провинция Поату и малки части от Анжу и Сомюроа и получава името на река Виен. Площта му е 6990 km², а населението – 426 066 души (2009). Административен център е град Поатие.